# Lil và Put (truyện tranh)

Lil i Put 01 – Jak przelać kota do kieliszka (2014)

Lil và Put (Lil i Put) là một bộ truyện tranh hài-giả tưởng của Ba Lan dành cho trẻ em do Maciej Kur (kịch bản) và Piotr Bednarczyk (mỹ thuật) thực hiện.
Bộ truyện xoay quanh các chuyến phiêu lưu của hai "Małoludy" ("Người lùn", một chủng người giống người Hobbit) có tên là Lil và Put (rõ ràng là chơi chữ của Liliputs từ cuốn tiểu thuyết Gulliver du kí). Bộ đôi lang thang các vùng đất để tìm kiếm các bữa ăn và tiền bạc, và thường gặp rắc rối. Các câu chuyện hiện được xuất bản trên tạp chí Nowa Fantastyka.
Bộ truyện lấy bối cảnh của một vùng đất mô phỏng giả tưởng, toàn các sinh vật thần thoại nổi tiếng như nhân mã, tiên nữ, troll (người khổng lồ độc ác) rồng và các chú lùn để chạy trốn Thần thoại Slav utopiec hay Leszy  cũng như các chủng người do Kur và Bednarczyk tạo ra. Một nhân vật đáng chú ý là một nữ pháp sư yêu tinh có tên gọi Miksja Iskier là một sinh viên đại học tại trường phù thủy về du lịch. Sự hài hước cũng giống như trong bộ truyện Astérix khi kết hợp những lời nói hóm hỉnh cho khán giả trẻ và lớn tuổi pha trộn với gươm gỗ (trò hề), chơi chữ và các tình huống vui nhộn với các tài liệu tham khảo (cả văn hóa đại chúng và văn học), các yếu tố châm biếm và hài hước đen tối nhắm đến độc giả người lớn.

## Lịch sử
Câu chuyện ban đầu đã thắng giải thưởng dành cho bộ truyện tranh dành cho thiếu nhi hồi tháng 3 năm 2014, trên tinh thần của Janusz Christa (tác giả của bộ truyện tranh huyền thoại Kajko và Kokosz) của Ba Lan và đã được đón nhận một cách tích cực  Phiên bản sách đầu tiên: Jak przelać kota do kieliszka? (Làm thế nào để đổ một con mèo vào trong một cái ly uống nước?) được ra mắt cùng năm đó tại Liên hoan Trò chơi và Truyện tranh Quốc tế diễn ra ở Łódź. Bộ truyện được Egmont Ba Lan - công ty xuất bản truyện tranh lớn nhất Ba Lan ấn hành. Năm 2017, một trong những câu chuyện của bộ truyện được đưa vào sách giáo khoa tiếng Ba Lan cho trẻ em lớp 7. Cũng từ năm đó, các câu chuyện trở thành một phần thường xuyên của tạp chí Nowa Fantastyka nổi tiếng (được biết đến là nơi ra mắt của The Witcher) Rất nhiều câu chuyện trong cuốn tạp chí vẫn chưa được xuất bản dưới dạng sách.

## Danh sách các tiêu đề truyện
- Lil i Put 01 – Jak przelać kota do kieliszka? (2014) ["Làm thế nào để đổ một con mèo vào trong ly uống nước??]
- Lil i Put 02 – CHODU!!! (2015)  ["CHẠY ĐI!!!]
- Lil i Put 03 – Czarująca Panna Młoda (2017) ["Cô dâu quyến rũ"] [8]
- Lil i Put 04 - Zawodowi Bumelanci (2019) ["Người trốn tránh chuyên nghiệp"] [9]
- Lil i Put 05 -  Parada Przypałów (2020) ["Cuộc diễu hành ngớ ngẩn"] [10]